# Kość strzałkowa
Kość strzałkowa, strzałka (łac. fibula) – jedna z kości kończyny miednicznej (kończyny dolnej), należąca do dwóch kości długich goleni. W ogólnej anatomii kręgowców stosowana jest nazwa „kość strzałkowa”, podczas gdy w anatomii człowieka dominuje nazwa „strzałka”, choć „kość strzałkowa” też jest w użyciu.
U człowieka jest wyczuwalna po stronie bocznej goleni, poniżej kłykcia bocznego piszczeli. Koniec bliższy stanowi głowa strzałki (łac. caput fibule), na której znajduje się powierzchnia stawowa do połączenia z kłykciem bocznym kości piszczelowej. Tworzą staw piszczelowo-strzałkowy. Trzon strzałki, podobnie jak kości piszczelowej, ma trzy powierzchnie i trzy brzegi; brzeg skierowany do kości piszczelowej zwany jest brzegiem międzykostnym. Koniec dalszy strzałki tworzy przypominająca kształtem głowę żmii kostka boczna, wyraźnie zarysowująca się poprzez skórę. Sięga niżej do kostki przyśrodkowej. Przyśrodkowa powierzchnia kostki bocznej pokryta jest powierzchnią stawową i łączy się z kością skokową. Powyżej tej powierzchni stawowej jest powierzchnia do połączenia z kością piszczelową. Tworzą razem więzozrost piszczelowo-strzałkowy.
U świni domowej i psa kość strzałkowa ciągnie się przez całą długość podudzia, choć jest wyjątkowo cienka. U konia trzon ku dołowi ulega redukcji i zachowana zostaje jedynie część bliższa strzałki. Przeżuwacze trzonu strzałki nie mają w ogóle, koniec bliższy zrasta się z kłykciem bocznym kości piszczelowej, tworząc wyrostek strzałkowy kości piszczelowej. Koniec dalszy zachowany zostaje jako samodzielna kostka boczna.